# 300
300（三百、さんびゃく、みお）は自然数、また整数において、299の次で301の前の数である。

## 性質
- 300は合成数であり、約数は 1, 2, 3, 4, 5, 6, 10, 12, 15, 20, 25, 30, 50, 60, 75, 100, 150 と 300 である。
  - 約数の和は868。
    - 69番目の過剰数である。1つ前は294、次は304。
    - 約数の和が回文数になる26番目の数である。1つ前は281、次は314。(オンライン整数列大辞典の数列 A028980)

  - 約数を18個もつ4番目の数である。1つ前は288、次は396。
- 300 = 1 + 2 + 3 + 4 + 5 + 6 + 7 + 8 + 9 + 10 + … + 23 + 24
  - 24番目の三角数である。1つ前は276、次は325。
    - 三角数が過剰数になる7番目の数である。1つ前は276、次は378。(オンライン整数列大辞典の数列 A074315)
    - 三角数がハーシャッド数になる13番目の数である。1つ前は210、次は351。
    - 三角数において各位の和も三角数になる19番目の数である。1つ前は276、次は325。(オンライン整数列大辞典の数列 A062099)
    - 300 = 3 + 21 + 276 = 3 + 66 + 231
      - 3つの異なる三角数の和で表せる17番目の三角数である。1つ前は276、次は325。(オンライン整数列大辞典の数列 A112353)
- 84番目のハーシャッド数である。1つ前は288、次は306。
  - 3を基としたとき10番目のハーシャッド数である。1つ前は 210、次は 1002。
    - 各位の和が桁数に等しくなる9番目の数である。1つ前は210、次は1003。(オンライン整数列大辞典の数列 A061384)
- 各位の平方和が平方数になる35番目の数である。1つ前は296、次は304。(オンライン整数列大辞典の数列 A175396)
- 1/300 = 0.003… (下線部は循環節で長さは1)
  - 逆数が循環小数になる数で循環節が1になる25番目の数である。1つ前は288、次は360。(オンライン整数列大辞典の数列 A070021)
- 三角関数では sin 300° = − √3/2 , cos 300° = 1/2 , tan 300° = − √3 。また 300° = 5π/3 rad であり、300グラード = 270°。
- 3002 + 1 = 90001 であり、n2 + 1 の形で素数を生む49番目の数である。1つ前は284、次は306。
- 約数の和が300になる数は1個ある。(152) 約数の和1個で表せる61番目の数である。1つ前は296、次は304。
- 300 = 3 × 102
  - n = 10 のときの 3n2 の値とみたとき1つ前は243、次は363。(オンライン整数列大辞典の数列 A033428)
  - n = 3 のときの 100n の値とみたとき1つ前は200、次は400。(オンライン整数列大辞典の数列 A044332)
  - 300 = 22 × 3 × 52
    - 3つの異なる素因数の積で p2 × q2 × r の形で表せる3番目の数である。1つ前は252、次は396。(オンライン整数列大辞典の数列 A179643)

  - 300 = 3 × 4 × 52 = 44 + 43 − 42 − 4
    - n = 4 のときの n4 + n3 − n2 − n の値とみたとき1つ前は96、次は720。(オンライン整数列大辞典の数列 A047929)
- 300 = 22 + 102 + 142 = 102 + 102 + 102
  - 3つの平方数の和2通りで表せる71番目の数である。1つ前は296、次は301。(オンライン整数列大辞典の数列 A025322)
  - 300 = 22 + 102 + 142
    - 異なる3つの平方数の和1通りで表せる87番目の数である。1つ前は298、次は307。(オンライン整数列大辞典の数列 A025339)
- n = 300 のとき n と n − 1 を並べた数を作ると素数になる。n と n − 1 を並べた数が素数になる36番目の数である。1つ前は294、次は304。(オンライン整数列大辞典の数列 A054211)
- n = 300 のとき n と n + 1 を並べた数を作ると素数になる。n と n + 1 を並べた数が素数になる35番目の数である。1つ前は278、次は308。(オンライン整数列大辞典の数列 A030457)
  - n = 300 のとき n と n − 1 および n と n + 1 を並べた数が素数になる8番目の数である。1つ前は270、次は312。(オンライン整数列大辞典の数列 A068700)
例．300299 と 300301 は素数。またこの2つの素数は双子素数である。
- 300 = 73 − 72 + 7 − 1
  - n = 7 のときの n3 − n2 + n − 1 の値とみたとき1つ前は185、次は455。(オンライン整数列大辞典の数列 A062158)
- 300 = 202 − 100
  - n = 20 のときの n2 − 100 の値とみたとき1つ前は261、次は341。(オンライン整数列大辞典の数列 A120071)

## その他 300 に関連すること
- 300の接頭辞：trecenti（ラテン語）
- 年始（1月1日）から300日目は平年では10月27日、閏年では10月26日。
- 西暦300年
- 紀元前300年
- ローマ帝国の暦では、1年は10箇月で、約300日の構成だった。これは、冬の1月と2月を、「寒いから作物が育たない」として略いたもの。
- 弁護士の蔑称に「三百代言」。
- ボウリングでのパーフェクトスコアは300である。1投目から12投連続でストライクを取ると、1フレームあたり30点が加算され、1ゲームは全10フレームなので 30×10=300 が最高点となる。
- 300メートル競走は陸上競技種目の一つ。
- 離婚後300日問題
- 300〈スリーハンドレッド〉
- 300勝クラブは300勝を達成した投手の集団。
- 300系または300形を称するもの。
- 自動車では排気量などの"車格"を表す数字として車種名に使用される。
  - メルセデス・ベンツの乗用車の車種名、E300、300SE、300SLなど。
  - レクサスの乗用車の車種名、SC300。
  - クライスラーの乗用車の車種名、クライスラー・300。
- エアバスA300は世界初の双発ワイドボディ旅客機。座席数300席にちなみ機名が決定された。
- 三百人委員会は陰謀論で語られる秘密組織。

## 301 から 399 までの整数

### 301から320
301 = 7 × 43、95番目の半素数
302 = 2 × 151、96番目の半素数
303 = 3 × 101、97番目の半素数、回文数
304 = 24 × 19、7番目の原始擬似完全数
305 = 5 × 61、98番目の半素数
306 = 2 × 32 × 17、17番目の矩形数、85番目のハーシャッド数
307 = 素数、17番目の8n + 3型の素数
308 = 22 × 7 × 11、86番目のハーシャッド数、3連続偶数の平方和(82+102+122)
309 = 3 × 103、99番目の半素数
310 = 2 × 5 × 31、33番目の楔数
311 = 素数、エマープ(311 ←→ 113)、双子素数(311, 313)、数字を入れかえた131も素数
312 = 23 × 3 × 13、87番目のハーシャッド数
313 = 素数、双子素数(311、313)、回文数、回文素数、数字を入れかえた331も素数
314 = 2 × 157、100番目の半素数
315 = 32 × 5 × 7、88番目のハーシャッド数
316 = 22 × 79
317 = 素数、4番目のレピュニット素数R317
318 = 2 × 3 × 53、34番目の楔数
319 = 11 × 29、12番目のスミス数、101番目の半素数
320 = 26 × 5、89番目のハーシャッド数

### 321から340
321 = 3 × 107、102番目の半素数
322 = 2 × 7 × 23、90番目のハーシャッド数、12番目のリュカ数、35番目の楔数
323 = 17 × 19、103番目の半素数、回文数
324 = 22 × 34、平方数182、91番目のハーシャッド数
325 = 52 × 13、25番目の三角数、13番目の六角数
326 = 2 × 163、104番目の半素数
327 = 3 × 109、105番目の半素数、11番目の完全トーティエント数
328 = 23 × 41、最初から15個の連続した素数の和
329 = 7 × 47、106番目の半素数
330 = 2 × 3 × 5 × 11、92番目のハーシャッド数、15番目の五角数、8番目の五胞体数
331 = 素数、19番目のスーパー素数、18番目の8n + 3型の素数
332 = 22 × 83
333 = 32 × 37、回文数、93番目のハーシャッド数
334 = 2 × 167、107番目の半素数
335 = 5 × 67、108番目の半素数
336 = 24 × 3 × 7、高度合成数、94番目のハーシャッド数
337 = 素数、エマープ(337 ←→ 733)、32番目の4n + 1型の素数、32番目の3n + 1型の素数、14番目の8n + 1型の素数、6番目の24n + 1型の素数、8番目の六芒星数
338 = 2 × 132
339 = 3 × 113、109番目の半素数
340 = 22 × 5 × 17、4の累乗和(41+42+43+44)

### 341から360
341 = 11 × 31、110番目の半素数
342 = 2 × 32 × 19、18番目の矩形数、12番目の七角数、95番目のハーシャッド数
343 = 73、立方数、10番目のフリードマン数、2番目のナイスフリードマン数（(3+4)3）、回文数
344 = 23 × 43、4連続偶数の平方和(62+82+102+122)
345 = 3 × 5 × 23、36番目の楔数
346 = 2 × 173、13番目のスミス数、111番目の半素数
347 = 素数、エマープ(347 ←→ 743)、双子素数(347、349)、13番目の安全素数、19番目の8n + 3型の素数、11番目のフリードマン数
348 = 22 × 3 × 29
349 = 素数、双子素数(347、349)、さよく(左翼)の語呂合わせ
350 = 2 × 52 × 7、8番目の原始擬似完全数
351 = 33 × 13、26番目の三角数、96番目のハーシャッド数
352 = 25 × 11
353 = 素数、20番目のスーパー素数、回文数、回文素数
354 = 2 × 3 × 59、37番目の楔数
355 = 5 × 71、112番目の半素数、14番目のスミス数
356 = 22 × 89
357 = 3 × 7 × 17、38番目の楔数
358 = 2 × 179、113番目の半素数
359 = 素数、エマープ(359 ←→ 953)、21番目のソフィー・ジェルマン素数、14番目の安全素数、18番目の8n - 1型の素数
360 = 23 × 32 × 5、高度合成数、97番目のハーシャッド数、双子素数の和（179 + 181）

### 361から380
361 = 192、平方数
362 = 2 × 181、115番目の半素数
363 = 3 × 112、回文数
364 = 22 × 7 × 13、12番目の三角錐数、98番目のハーシャッド数、4連続素数の平方の和(52 + 72 + 112 + 132)
365 = 5 × 73、116番目の半素数、2連続平方の和（132 + 142）、3連続平方の和（102 + 112 + 122）
366 = 2 × 3 × 61、39番目の楔数、4連続平方数の和（82 + 92 + 102 + 112）
367 = 素数、21番目のスーパー素数
368 = 24 × 23、9番目の原始擬似完全数
369 = 32 × 41
370 = 2 × 5 × 37、40番目の楔数、99番目のハーシャッド数、4連続三角数の平方和（32 + 62 + 102 + 152）
371 = 7 × 53、117番目の半素数、3連続奇数の平方和（92 + 112 + 132）、5連続三角数の平方和（12 + 32 + 62 + 102 + 152）
372 = 22 × 3 × 31、100番目のハーシャッド数
373 = 素数、数字を入れかえた337、733も素数、回文数、回文素数、5個の連続した素数の和（67 + 71 + 73 + 79 + 83）、5個の連続した素数の平方和（32 + 52 + 72 + 112 + 132）
374 = 2 × 11 × 17、41番目の楔数
375 = 3 × 53、101番目のハーシャッド数、最初から11個の連続したフィボナッチ数列の和
376 = 23 × 47、16番目の五角数
377 = 13 × 29、14番目のフィボナッチ数、118番目の半素数、最初の6個の素数の2乗の総和
378 = 2 × 33 × 7、102番目のハーシャッド数、27番目の三角数、14番目の六角数、15番目のスミス数
379 = 素数、20番目の8n + 3型の素数
380 = 22 × 5 × 19、19番目の矩形数、最初から19個の連続した偶数の和

### 381から399
381 = 3 × 127、119番目の半素数、最初から16個の素数の総和（2 + 3 + 5 + 7 + 11 + 13 + 17 + 19 + 23 + 29 + 31 + 37 + 41 + 43 + 47 + 53） 
382 = 2 × 191、120番目の半素数、16番目のスミス数
383 = 素数、15番目の安全素数、回文数、回文素数
384 = 27 × 3、1桁の偶数の総乗（2 × 4 × 6 × 8）、双子素数の和（191 + 193）
385 = 5 × 7 × 11、10番目の四角錐数、42番目の楔数
386 = 2 × 193、121番目の半素数
387 = 32 × 43
388 = 22 × 97
389 = 素数、エマープ（389 ←→ 983）、入れ替えた839も素数
390 = 2 × 3 × 5 × 13
391 = 17 × 23、122番目の半素数、17番目のスミス数
392 = 23 × 72、5番目のアキレス数、103番目のハーシャッド数
393 = 3 × 131、123番目の半素数、回文数
394 = 2 × 197、124番目の半素数
395 = 5 × 79、125番目の半素数
396 = 22 × 32 × 11、104番目のハーシャッド数
397 = 素数、8番目のキュバン素数、12番目の中央六角数、数字を入れかえた379、739、937も素数
398 = 2 × 199、126番目の半素数
399 = 3 × 7 × 19、43番目の楔数、105番目のハーシャッド数、7の累乗和（71 + 72 + 73）